# Setchellanthus caeruleus
Setchellanthus caeruleus é a única espécie da família Setchellanthaceae de plantas angiospérmicas (plantas com flor). É um pequeno arbusto oriundo do México.